# Вітоха Валентина Гаврилівна
Валентина Гаврилівна Вітоха (нар. 2 серпня 1937, місто Новий Буг Миколаївської області) — українська радянська діячка, новатор сільськогосподарського виробництва, доярка молочнотоварної ферми колгоспу імені Карла Маркса Врадіївського району Миколаївської області. Депутат Верховної Ради УРСР 10-го скликання.

## Біографія
Народилася в селянській родині. Трудову діяльність розпочала у 1956 році ланковою колгоспу імені Карла Маркса села Новопавлівки Врадіївського району Миколаївської області.
З 1960-х років — доярка молочнотоварної ферми колгоспу імені Карла Маркса села Новопавлівки Врадіївського району Миколаївської області. Досягала високих надоїв молока: по 2969 кілограмів молока від кожної фуражної корови.
Закінчила Врадіївську заочну середню школу.
Член КПРС з 1972 року.
Потім — на пенсії в селі Новопавлівці Врадіївського району Миколаївської області.

## Нагороди
- орден Трудового Червоного Прапора
- медаль «За доблесну працю. В ознаменування 100-річчя з дня народження Володимира Ілліча Леніна» (1970)